# 上野照剛
上野 照剛（うえの しょうごう、1943年 - ） は、日本の医用生体工学者。東京大学名誉教授。元日本応用磁気学会会長。元日本生体磁気学会会長。

## 人物・経歴
福岡県立三池高等学校を経て、1966年九州大学工学部電子工学科卒業。1972年九州大学大学院工学研究科電子工学専攻修了、工学博士。原田耕介に師事した。1976年九州大学工学部助教授。1986年九州大学工学部教授。1990年日本臨床神経生理学会評議員。1994年東京大学医学部教授。1995年電気学会電磁界生体影響問題調査特別委員会副委員長。1999年日本生体磁気学会会長、国際電波科学連合 Chairman Commission K Electromagnetics in Biology and Medicine。2001年日本応用磁気学会会長。2002年日本エム・イー学会会長。2010年国際生体電磁気学会d’Arsonval賞受賞。

## 著書
- 『医用生体工学』（神谷暸, 井街宏と共著）培風館 2000年
- 『生体と電磁界』（重光司, 岩坂正和と共編）学会出版センター 2003年